# Kurrholmens kastell
Kurrholmens kastell eller Kurrholmens fästningstorn utanför Karlskrona är en befästning som uppfördes 1860–1863. Det ligger på de små skären Kurrholmarna. Kurrholmens kastell är ett statligt byggnadsminne sedan 25 januari 1935. Det ingår i Örlogsstaden Karlskrona, som blev upptagen på Unescos världsarvslista 1998.
Kurrholmens kastell uppfördes efter förslag från major Adolf Lindman som var fortfifikationsbefälhavare i Karlskrona 1855–1859. Han menade att man behövde anlägga en inre befästningslinje på sex mindre skär ett par kilometer utanför örlogshamnen i Karlskrona, som komplement till den yttre befästningslinjen vid Kungsholms fort och Drottningskärs kastell. Av de sex befästningstornen blev dock bara två byggda, förutom Kurrholmens kastell även Godnatt.
De två befästningstornen är exempel på kärntorn med tjocka murar av gråsten i vilka kanonkasematter inbyggdes, en befästningstyp som sedan medeltiden förekommit i Sverige och övriga Europa. Men dessa två torn blev redan under byggtiden omoderna. Artilleriets tekniska utveckling, bland annat med räfflade eldrör, gjorde att murverken inte kunde stå emot en beskjutning av de nya, moderna kanonerna. Befästningsplanen för Karlskrona, som omfattade ytterligare fyra liknande torn, fullföljdes därför aldrig. 
Kurrholmens kastell uppfördes efter Godnatt och fick en något enklare utformning. Det har en källarvåning, en batterivåning med plats för tio kanoner och en takvåning. Den runda formen medgav att högst tre pjäser kunde skjuta i samma eldriktning. När tornet stod färdigt 1863 var det redan omodernt och det bestyckades därför endast under en begränsad tid.